# Drea de Matteo
Andrea Donna de Matteo (New York, 19 januari 1972) is een Amerikaans actrice van Italiaanse afkomst. Ze won in 2004 een Emmy Award voor haar rol als Adriana La Cerva in de televisieserie The Sopranos, waarvoor ze een jaar later ook werd genomineerd voor een Golden Globe. De Matteo speelde tevens in onder meer de komedieserie Joey als Gina Tribbiani, de zus van het titelpersonage (2004-06). Ze maakte in 1996 haar filmdebuut in 'M' Word.
De Matteo kreeg in november 2008 samen met countryzanger Shooter Jennings een dochter, Alabama Gypsyrose Jennings. Hun tweede kind kwam ter wereld in april 2011, zoon Waylon Albert (Blackjack) Jennings. De Matteo en Jennings gingen in 2013 uit elkaar.

## Filmografie
*Exclusief televisiefilms
| - Free Ride (2013) - Once More with Feeling (2009) - New York, I Love You (2008) - Lake City (2008) - The Good Life (2007) - Broken English (2007) - Walker Payne (2006) - Farce of the Penguins (2006, stem) - Assault on Precinct 13 (2005) - Love Rome (2004) | - Beacon Hill (2004) - Prey for Rock & Roll (2003) - Meet Prince Charming (2002) - Deuces Wild (2002) - The Perfect You (2002) - Made (2001) - Swordfish (2001) - 'R Xmas (2001) - Sleepwalk (2000) - 'M' Word (1996) |

## Televisieseries
*Exclusief eenmalige gastrollen
- Sons of Anarchy - Wendy Case (2008-2014, 35 afleveringen)
- Desperate Housewives - Angie Bolen (2009-2010, 23 afleveringen)
- Joey - Gina Tribbiani (2004-2006, 46 afleveringen)
- The Sopranos - Adriana La Cerva (1999-2006, 61 afleveringen)
- A Million Little Things - Barbara Nelson (2018-2020, 8 afleveringen)

- Gemeinsame Normdatei: 1121311377
- International Standard Name Identifier: 0000 0000 0138 385X
- Library of Congress Control Number: no2004027559
- Nationale Bibliotheek van Israël: 987007388373005171
- Système universitaire de documentation: 161921108
- Virtual International Authority File: 71622548
- WorldCat: E39PBJw4ChbrJP76VrVdc4gqcP